# Balrogok

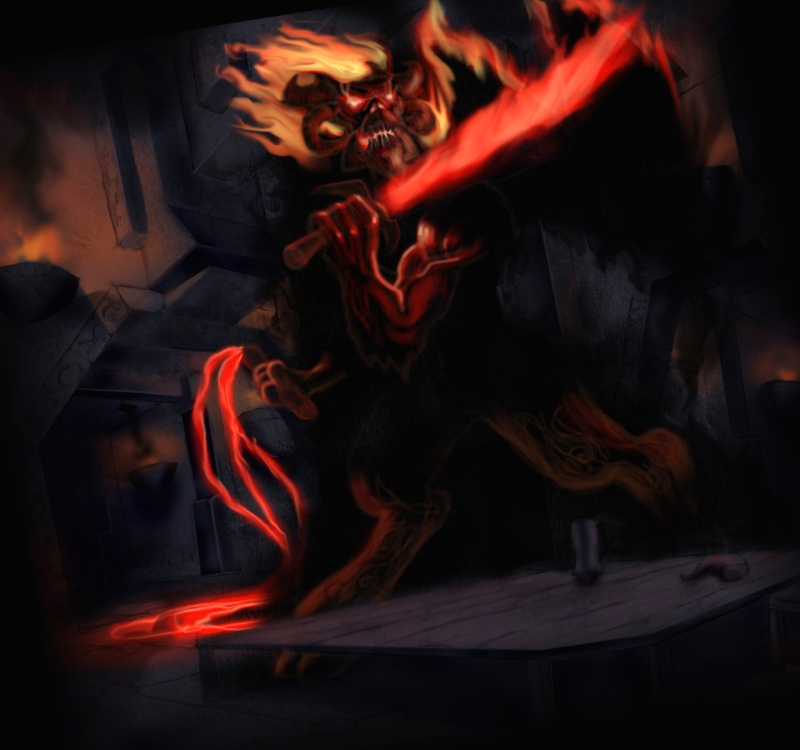
A móriai balrog Markus Röncke illusztrátor szerint

A balrogok a J. R. R. Tolkien Arda-mitológiájának gonosz lényei, tűzdémonok, akik a két sötét úr, Morgoth és Sauron szolgálatában álltak.

## Etimológia
A szó sinda nyelvű, így terjedt el Ardán. Eredeti formája azonban a quenya Valarauko (többes számban Valaraukar), mely a Vala: Erő hatalom, valamint a Rauko: Démon szavakból áll össze, így jelentése megközelítőleg erő-borzalom vagy hatalmas démon.

## A balrogok eredete
A balrogok, épp úgy, mint az istarok vagy Sauron, szintén maiák, tehát az alacsonyabb rangú ainuk közé tartoznak. Ők a tűzszellemek, kik már a Nagy Muzsika idején is Melkor szólamát kísérték.
Morgoth hadseregében harcoltak, igen előkelő pozíciókat foglaltak el a ranglétrán. Több állítás szerint az Izzó Harag Háborújában több ezer balrog vett részt, máshol viszont Tolkien azt állítja hogy összesen kilenc balrog létezett. Vezérük Gothmog volt.
Melkor bukása után Sauron csatlósaivá váltak. Részt vettek az elsőkori nagy csaták többségén, és legtöbbjük az Izzó Harag Háborúja során pusztult el. Akik életben maradtak, bevették magukat a föld alá.
A tündék szerint a balrog ellenségeik közül a leggyilkosabb, kivéve az Elsőt, aki ott székel a Sötét Toronyban."

## Mória balrogja
A Harmadkor 1980-adik évében Mória bányáiban előforduló mithril után kutatva a törpök felébresztették az egyik túlélőt, így menekülniük kellett a törptárnákból. Ekkor nevezték el e balrogot Durin Vesztének. Később a balrog az oda telepített orkok és trollok felett uralkodott, mígnem 3019-ben Gandalf végzett vele.

## Gothmog
Gothmog Morgoth balrogjainak vezére, nevének jelenése "Rettenetes Vezér".

### Gothmog története

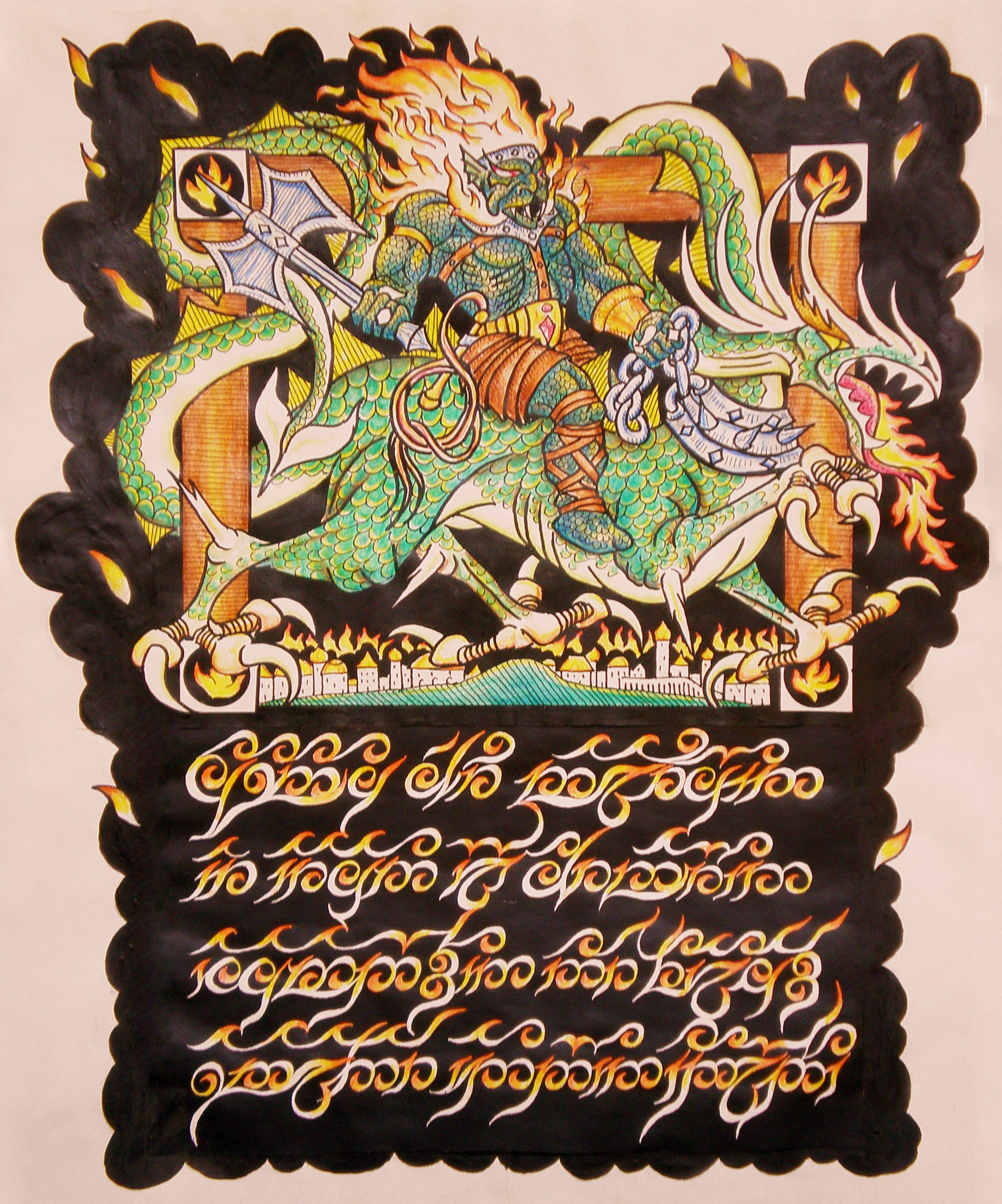
Gothmog, a balrogok sárkányon lovagló ura

Morgoth első kapitányaként ő vezette a Beleriandi Háborúk hat nagy csatáját: Doriath megtámadását; a Dagor-nuin-Giliathot; a Dagor Agrelebet; a Dagor Bragollachot; a Nirnaeth Arnoediadot és Gondolin ostromát. A Dagor-nuin-Giliath után megölte Feanort. A Dagor Bragollachban Glaurunggal együtt jött elő Angband kapuján, és megtörte a tündék ostromzárát.
A Nirnaeth Aernoediadban megölte Fingont, a noldák Nagykirályát. Miután Maeglin megvallotta Morgothnak, hogy hol található Gondolin, az megtámadta a Rejtett Várost, ahol a hadsereget ugyancsak Gothmog vezényelte.

### Gothmog halála
Gondolin ostromában a tűzsárkányon belovagolt a Palotatérre, de Turgon király szökőkútja előtt szembeszálltak vele. Lesújtotta Tuort, de annak barátja, Echtelion szembeszállt a démonnal. Sisakjának horgát belevágta Gothmog mellébe, majd magával rántotta azt a szökőkútba. Ott a balrog tüze kialudt, de a nolda is életét vesztette.